# Taghbalte
Taghbalte (en àrab تغبالت, Taḡbālt; en amazic ⵜⴰⵖⴱⴰⵍⵜ) és una comuna rural de la província de Zagora, a la regió de Drâa-Tafilalet, al Marroc. Segons el cens de 2014 tenia una població total de 10.054 persones.